# Francisco de Faria
D. Francisco de Faria foi um bispo católico romano português do século XVII.

## Biografia
Francisco de Faria teria sido bispo de anel de Braga e Bispo titular de Marrocos. Em 1639, apresentando-se bulas ao Papa Urbano VIII para a sua nomeação como titular do Bispado de Tunes, Sua Santidade advertidamente não admitiu tal nomeação, dizendo que Tunes era da Coroa de Castela, substituíndo-a pela Diocese de Marrocos, por ser conquista de Portugal.
Já a Catholic-Hierarchy.org, registra que Francesco de Faria foi nomeado a 17 de dezembro de 1640 como bispo auxiliar de Braga, com a sé titular de Martyropolis. Sua ordenação episcopal se deu aos 28 de abril de 1641.